# Ustrzyki Dolne
Ustrzyki Dolne là một thị trấn thuộc huyện Bieszczadzki, tỉnh Podkarpackie ở đông-nam Ba Lan. Thị trấn có diện tích 17 km². Đến ngày 1 tháng 1 năm 2011, dân số của thị trấn là 9349 người và mật độ 557 người/km².